# 薩摩劍八郎
薩摩劍八郎（日语：／ Satsuma　Kenpachiro，1947年5月27日—2023年12月16日），本名前田靖昭，是日本演員和特技演員，他在於1984年至1995年間因在《平成哥吉拉》系列電影中飾演哥斯拉而聞名。
薩摩出生於鹿兒島縣，於1960年代初開始演藝生涯，初期在武士電影中擔任小角色。1971年，他獲得在《哥吉拉對黑多拉》中飾演黑多拉而初次參與特攝劇，與中島春雄飾演的哥吉拉形成對手。並在後續的兩部哥吉拉電影中飾演蓋剛。當中島於1972年退出哥斯拉角色後，直至1975年期間，曾有其他替身演員，而薩摩於1984年正式接替他的角色。他的演繹風格將角色從前數十年的滑稽風格中抽離，回歸至原1954年電影中更具動物本能的哥吉拉形象。
2023年12月16日上午10點49分，薩摩因間質性肺病逝世，享壽76歲。

## 參與作品

### 電影
- 姬百合之塔（1968年）
- 新選組（1969年）
- 伏擊（1970年）
- 諾斯特拉達姆士的大預言 (電影)（日语：ノストラダムスの大予言_(映画)）（1974年）
- 戰國自衛隊（1979年）
- 哥吉拉系列電影
  - 哥吉拉對黑多拉（1971年）（黑多拉）
  - 地球攻擊命令 哥吉拉對蓋剛（1972年）（蓋剛）
  - 哥吉拉對梅加洛（1973年）（蓋剛）
  - 哥斯拉（1984年）（哥斯拉）
  - 哥吉拉vs碧奧蘭蒂（1989年）（哥斯拉）
  - 哥吉拉vs王者基多拉（1991年）（哥斯拉）
  - 哥吉拉vs摩斯拉（1992年）（哥斯拉）
  - 哥吉拉vs機械哥吉拉（1993年）（哥斯拉）
  - 怪獸惑星哥吉拉（1994年）（哥斯拉）
  - 哥吉拉vs太空哥吉拉（1994年）（哥斯拉）
  - 哥吉拉vs戴斯特洛伊亞（1995年）（哥斯拉）
- 聯合艦隊（1981年）
- 平壤怪兽（1985年）(不可殺）
- 日本武尊（1994年）（八岐大蛇）
- 盲獣vs一寸法師（日语：盲獣vs一寸法師）（2001年）

### 電視劇
- 超人力霸王傑克（1971年）
- 超人力霸王衛司（1972年）

## 外部連結
- 平成ゴジラ！薩摩剣八郎オフィシャルサイト - 東京ナラサキ研究所 （页面存档备份，存于）
- Roberto, John Rocco. Shigeko Kojima  (trans.) Winter 1999. "An Interview with Godzilla: Kenpachiro Satsuma" （页面存档备份，存于）, Kaiju Fan Online.
- 薩摩劍八郎在互联网电影资料库（IMDb）上的資料（英文）